# Sami Nasser
Sami Nasser (* 1983 in Katar) ist ein deutscher Schauspieler und Sänger katarischer Herkunft.

## Leben
Schon vor seiner Schauspielkarriere war Nasser in einem Ausschnitt einer Dokumentation zu sehen, wo Michael Kuhr als Türsteher mit ihm ein deeskalierendes Gespräch führt. Dieser wurde oftmals als Einspieler bei TV total gezeigt. Nasser trat erstmals 2013 in einer Nebenrolle im Kinofilm Ummah – Unter Freunden des Regisseurs Cüneyt Kaya in Erscheinung. Es folgten mehrere weitere Nebenrollen, unter anderem in 3 Türken und ein Baby (2015) oder der Fernsehserie Blockbustaz.
Mehrfach trat er auch als Sänger klassischer arabischer und deutscher Musik in Liedern bekannter deutscher Rapper, wie beispielsweise Eko Fresh oder Gringo und Hasan.K in Erscheinung.
Seine erste große Hauptrolle hatte er ab 2017 als Gangster Kemal Hamady in der deutschen Fernsehserie 4 Blocks.
Nasser lebt in Berlin.

## Filmografie
- 2013: Ummah – Unter Freunden
- 2013: God is the Greatest (Kurzfilm)
- 2015: 3 Türken und ein Baby
- 2015: Kafkanistan
- 2016: Hey Bunny
- 2016–2018: Blockbustaz (Fernsehserie, 2 Episoden)
- 2017: Strassenkaiser
- 2017: Nur Gott kann mich richten
- 2017–2019: 4 Blocks (Fernsehserie)
- 2018: Grenzland (Fernsehfilm)
- 2018: The Team (Fernsehserie, 6 Episoden)
- 2018: Klassentreffen 1.0
- 2018: Alarm für Cobra 11 – Die Autobahnpolizei (Fernsehserie, Episode 44x02)
- 2019: Eine Klasse für sich (TV-Drama, ARD)
- 2020: Der Kommissar und die Wut (Fernsehfilm)
- 2020: Schwartz & Schwartz – Wo der Tod wohnt
- 2021: Tribes of Europa
- 2021: SOKO Potsdam: Smoke on the water (Fernsehserie)
- 2023: Manta Manta – Zwoter Teil

## Diskografie
Als Gastmusiker
- 2014: Orient Express (Eko Fresh feat. Sami Nasser)
- 2016: Göt (Eko Fresh feat. Sami Nasser)
- 2017: Miami Vice (Hasan.K & Gringo feat. Sami Nasser)
- 2017: Mach ma keine Filme (Eko Fresh feat. Kida Ramadan, Frederick Lau, Sido, Elyas M’Barek, Veysel, Sami Nasser)